# Myxobolus nile
Myxobolus nile is een microscopische parasiet uit de familie Myxobolidae. Myxobolus nile werd in 2005 beschreven door Eiras, Molnar & Lu. 